# The Precious History
《The Precious History》는 SG 워너비의 베스트 음반이자 3.5집이다.

## 구성
1집부터 3집 리메이크 앨범까지 다시 듣고 싶은 그들의 히트곡과 3곡의 미공개 신곡이 함께 실렸다. 바이브, 장혜진, 버즈, 다이나믹 듀오가 함께 참여하였다.
참여한 가수들의 비중이 멤버들보다 더 높아서 일부 팬들의 원성을 사기도 했다.

## 뮤직비디오
"Ordinary People"만 제작되었다.

## 대표곡

### 사랑가
바이브의 멤버 윤민수가 피쳐링한 곡으로 섬세한 소리에 SG워너비의 모습을 보여준곡이다.
활동 때는 윤민수의 파트를 채동하와 김용준이 나누어 불렀다.

### ordinary people
경쾌한 락 느낌의 곡으로 곡의 첫 부분과 끝 부분에 랩이 들어가 있다.
민경훈이 피쳐링했고 timeless,죽을만큼 사랑했어요,우습지,사랑하고 싶어(이상 1집 수록곡), 느림보(3집)등의 곡들처럼 김용준의 파트가 아예 없다.

## 트랙리스트
Disk 1
1. Timeless (1st Album)
2. 죽을 만큼 사랑했어요 (1st Album)
3. 사랑하길 정말 잘했어요 (1st Album)
4. 우습지 (1st Album)
5. 금기 (1st Album)
6. 어린 사랑(1st Album)
7. 그때까지만 (1st Album)
8. 죄와벌 (2nd Album)
9. 광 (2nd Album)
10. 살다가 (2nd Album)
11. Thank you (2nd Album)
12. 입술만 깨물고 있죠 (2nd Album)

Disk 2
1. 내 마음의 보석상자 (2.5 Album)
2. 꿈의 대화 (2.5 Album)
3. 이별아닌 이별 (2.5 Album)
4. 사랑과 우정사이 (2.5 Album)
5. 사랑의 썰물(2.5 Album)
6. 내사람 : Partner For Life (3rd Album)
7. 느림보 (3rd Album)
8. 선인장 (3rd Album)
9. 폭풍 (3rd Album)
10. Untouchable (Big 4 Album)
11. 바람과 함께 사라지다

Disk 3
1. 사랑가 (3.5 Album)
2. 그저 바라볼수만 있어도 (3.5 Album)
3. Ordinary People (3.5 Album)